# Gluhavica
Gluhavica (Servisch cyrillisch Глухавица) is een plaats in de Servische gemeente Tutin. De plaats telt 265 inwoners (2002).